# Rudolf Holland
Rudolf Holland (* 13. März 1895 in Steinbach-Hallenberg in Thüringen; † 1955 in Kärnten) war Abgeordneter des Provinziallandtages der preußischen Provinz Hessen-Nassau.

## Leben
Rudolf Holland wurde als Sohn des Händlers Wilhelm Holland und dessen Gemahlin Marie Luise Usbeck geboren. Nach seiner Schulausbildung erlernte er den Beruf des Kaufmanns und fand in seinem Heimatort eine Beschäftigung. Er trat zum 13. Mai 1925 in die NSDAP ein (Mitgliedsnummer 4.539) und kam am 7. April 1933 als Nachfolger des Abgeordneten Otto Recknagel in den Kurhessischen Kommunallandtag des preußischen Regierungsbezirks Kassel, aus dessen Mitte er ein Mandat für den Provinziallandtag der Provinz Hessen-Nassau erhielt. In Steinbach-Hallenberg hatte er bis zu seinem Umzug nach Schmalkalden im Jahre 1937 einen Sitz im Gemeinderat. Er nahm am Weltkrieg teil, kam 1945 in amerikanische Gefangenschaft und wurde 1948 nach Westfalen entlassen.